# Kraemer’sche Kunstmühle
Die Kraemer’sche Kunstmühle war eine Getreidemühle in München. Nach ihrer Stilllegung 2007 wurde sie umgebaut, seit 2011 wird sie als Büro- und Gewerbegebäude genutzt.

## Lage

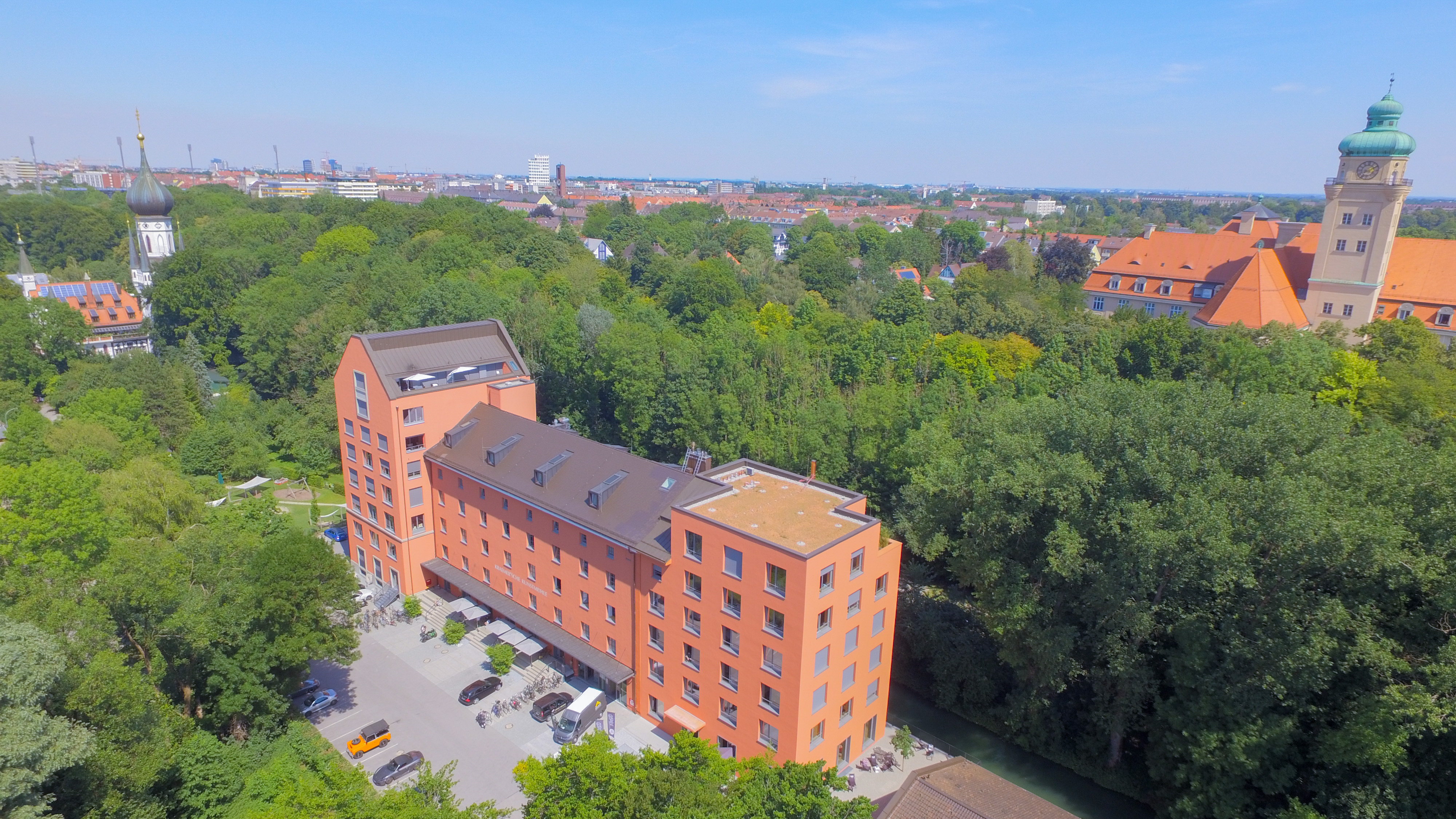
Kraemer'sche Kunstmühle nach Erweiterung mit Stadt im Hintergrund

Der Gebäudekomplex liegt im Münchner Stadtteil Untergiesing am Auer Mühlbach nahe der Hangkante des Isarhochufers in der Birkenleiten 41. Die Zufahrt erfolgt von der Schönstraße über die Lebschéestraße. Die Gebäude stehen auf einer Insel, die durch den Auer Mühlbach und einen von diesem abgezweigten Seitenarm, dem Kunstmühlnebenbach, gebildet wird.
Das etwa 37.000 m2 große Gelände, das zu der Kraemer’schen Kunstmühle gehört, liegt auf beiden Seiten des Auer Mühlbachs. Ein großer Teil des Geländes steht wie viele weitere Ufergebiete des Auer Mühlbachs als Bestandteil des Natura 2000-Netzwerks der EU unter Schutz.
Direkt oberhalb der Kraemer’schen Kunstmühle auf dem Isarhochufer liegen die Orthopädische Klinik München-Harlaching und die Bayerische Landesschule für Körperbehinderte. Etwas nördlich der Mühle liegt in der Birkenleiten 35 der Archiconvent der Templer. Südlich der Mühle zieht sich eine Kleingartenanlage entlang des Auer Mühlbachs bis zur Gartenwirtschaft Siebenbrunn am Tierpark Hellabrunn.

## Beschreibung
Die Kraemer’sche Kunstmühle besteht im Wesentlichen aus vier Gebäudeteilen, die von Nord nach Süd entlang des Auer Mühlbachs aufeinanderfolgen. Das nördlichste Bauwerk ist ein 2012 errichtetes Nachfolgegebäude für einen früher an dieser Stelle stehenden Siloturm. Nach Süden schließt sich das ehemalige, vollständig renovierte Mühlengebäude an, in dem das Getreide gemahlen wurde. Weiter südlich folgt ein 2019 fertiggestellter Neubau. Im Anschluss daran liegt eine Lagerhalle, in der früher das in Säcke verpackte Mehl gelagert wurde. Auf den insgesamt ca. 5500 Quadratmetern Gewerbefläche sind unter anderem eine Kaffeerösterei und eine Kindertagesstätte untergebracht.
Östlich an das Mühlengebäude ist ein Kraftwerksgebäude über den Auer Mühlbach gebaut. Westlich des Gebäudekomplexes steht ein einzelnes zweigeschossiges Haus, in dem früher leitende Angestellte der Mühle wohnten und in dem sich heute der Firmensitz der Kraemer'schen Kunstmühle GmbH & Co. KG befindet. Im Süden der Gebäude schließt sich eine größere Freifläche an, auf der derzeit (2020) mehrere Walliser Schwarznasenschafe gehalten werden.

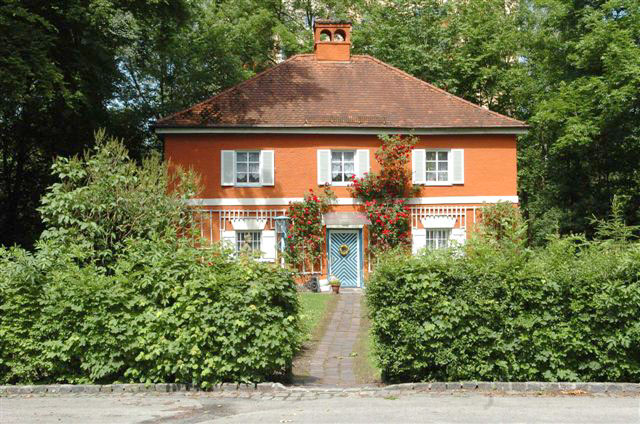
Firmensitz der Kraemer'schen Kunstmühle GmbH & Co. KG

## Geschichte

### Papiermühle
Die Mühle wurde 1701 von Baron Max von Mayr, dem Besitzer von Schloss Harlaching, als Papiermühle gegründet. Durch mehrere Generationen blieb die Mühle in Familienbesitz, wurde aber zeitweise verpachtet. Am 7. Juni 1811 brannte die Mühle ab und wurde durch einen Neubau ersetzt.
1828 verkaufte Markus von Mayr die Mühle an Michael Brandmiller, der bereits seit 1810 Betreiber der Mühle war. Nach dessen Tod ging die Mühle in den Besitz von Anton Buchner über, der die Witwe Brandmillers geheiratet hatte.

### Getreidemühle

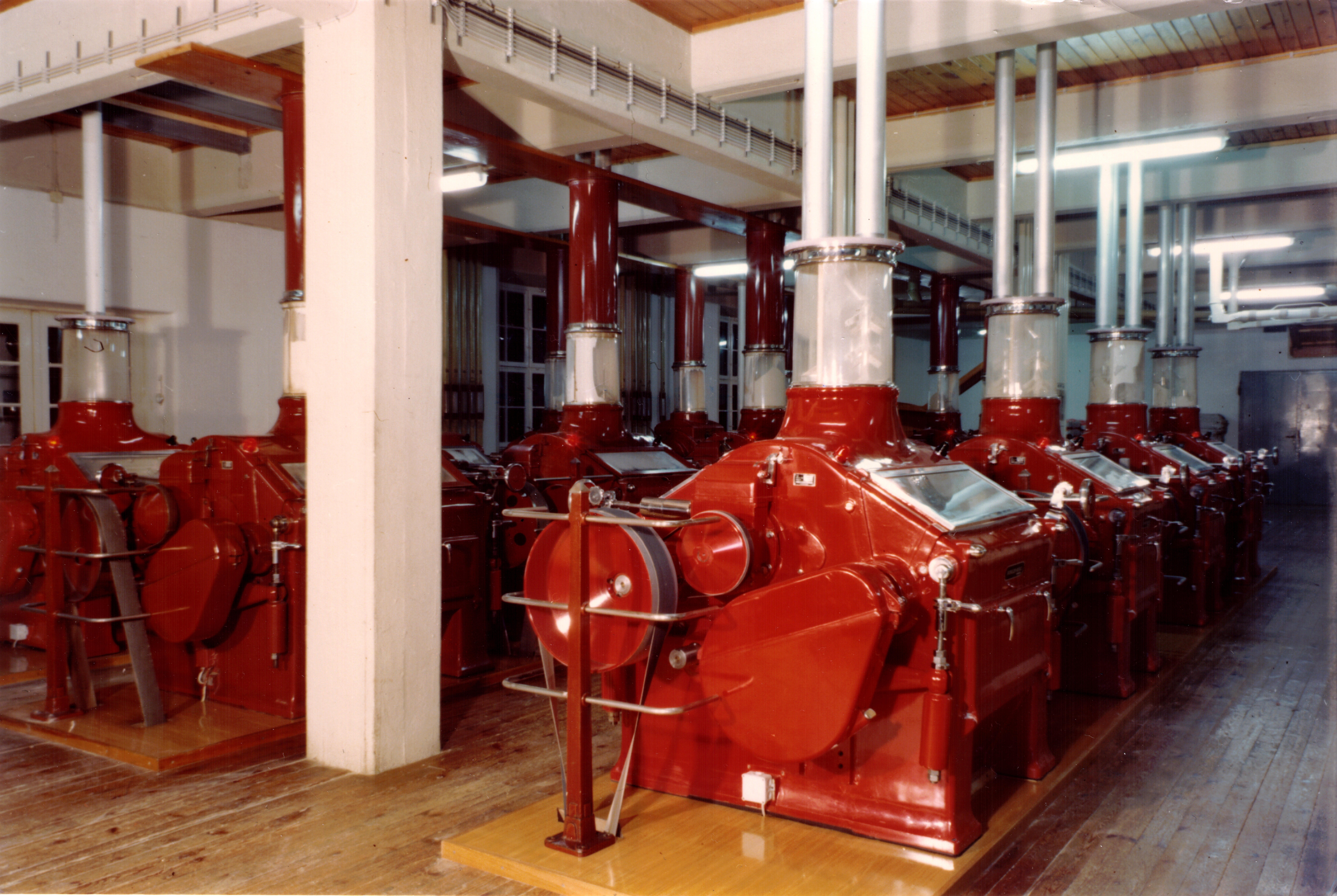
Der Walzenboden
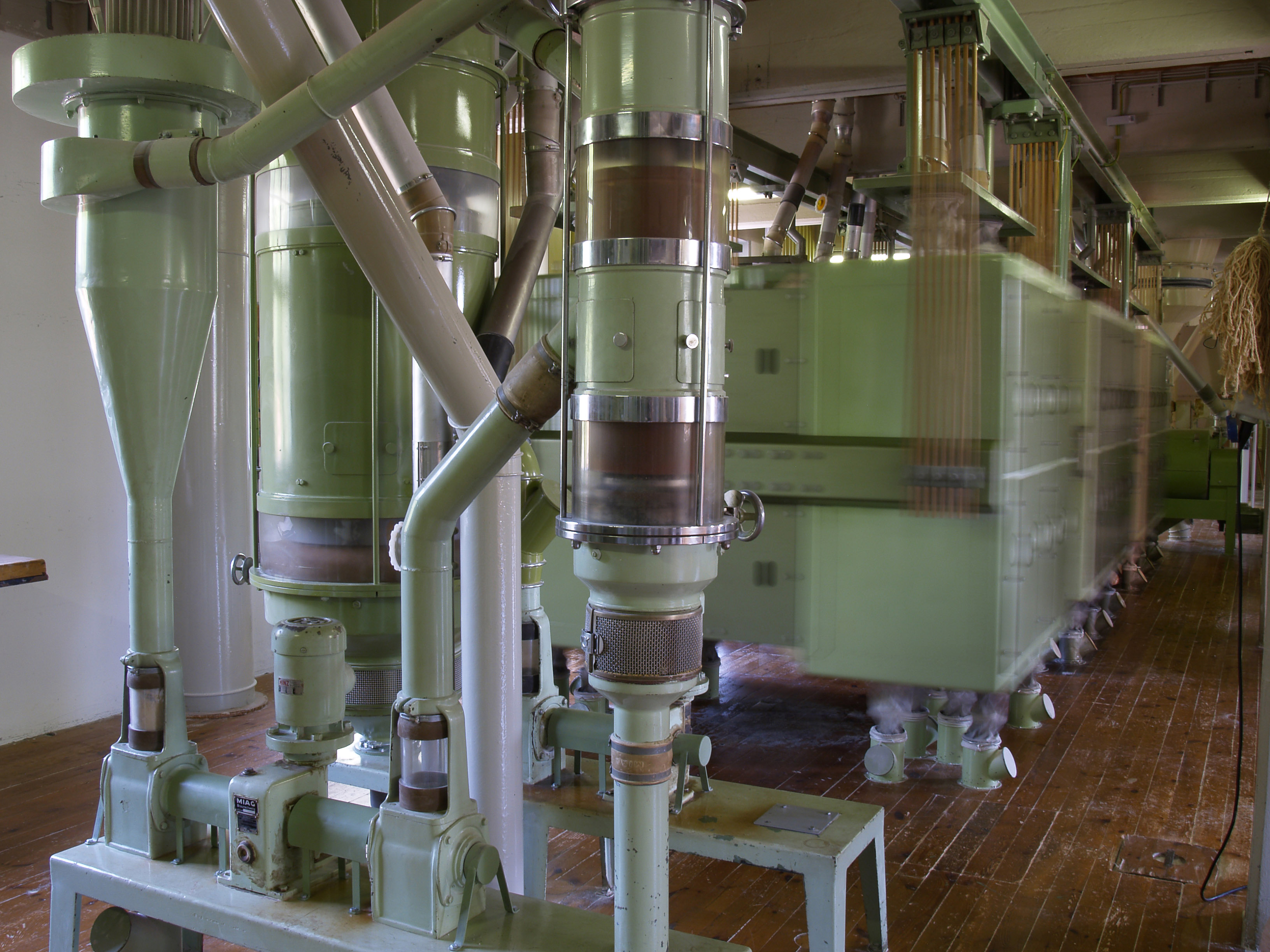
Der Sichterboden
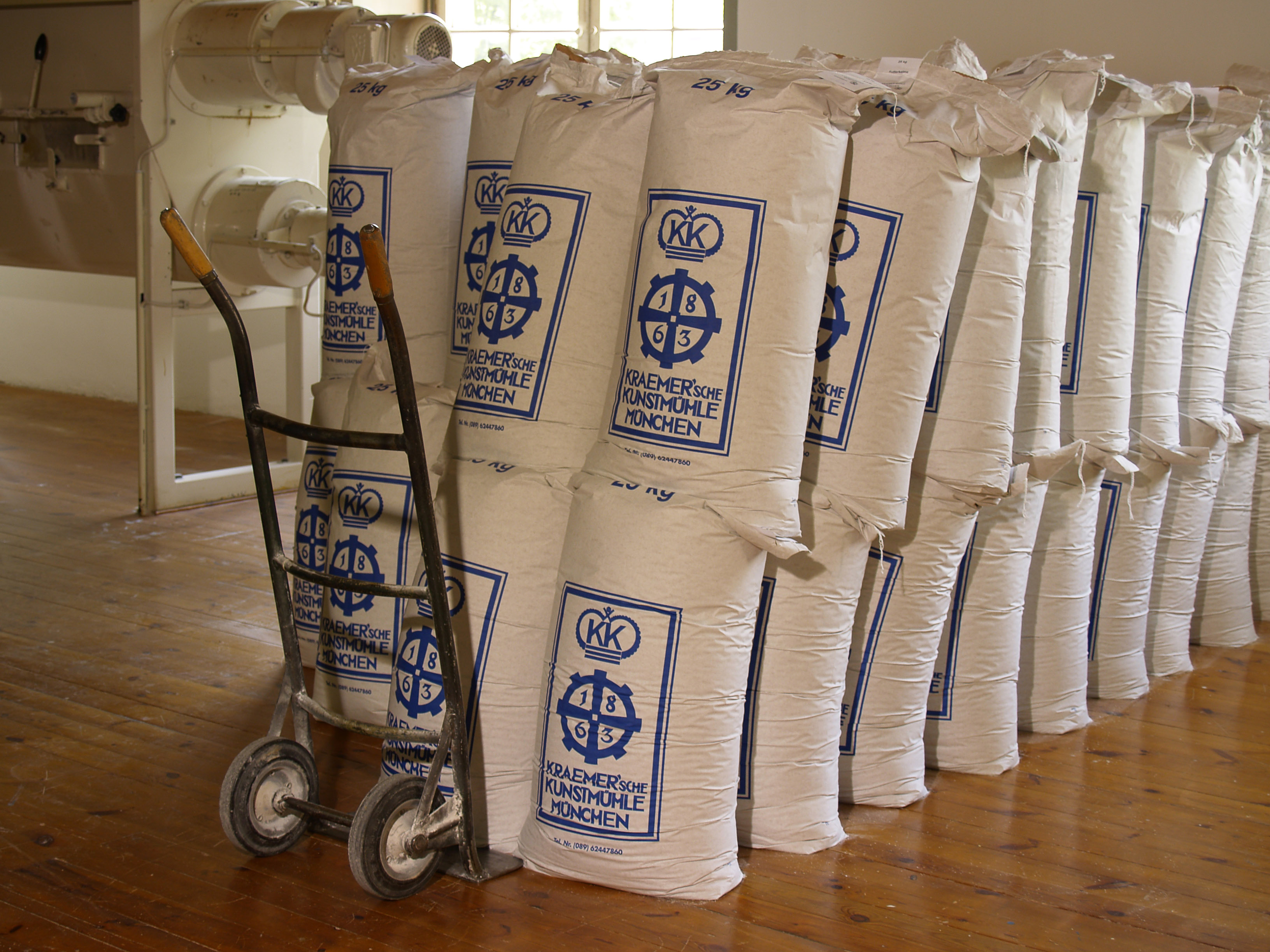
Die alten Mehlsäcke der Kraemer'schen Kunstmühle
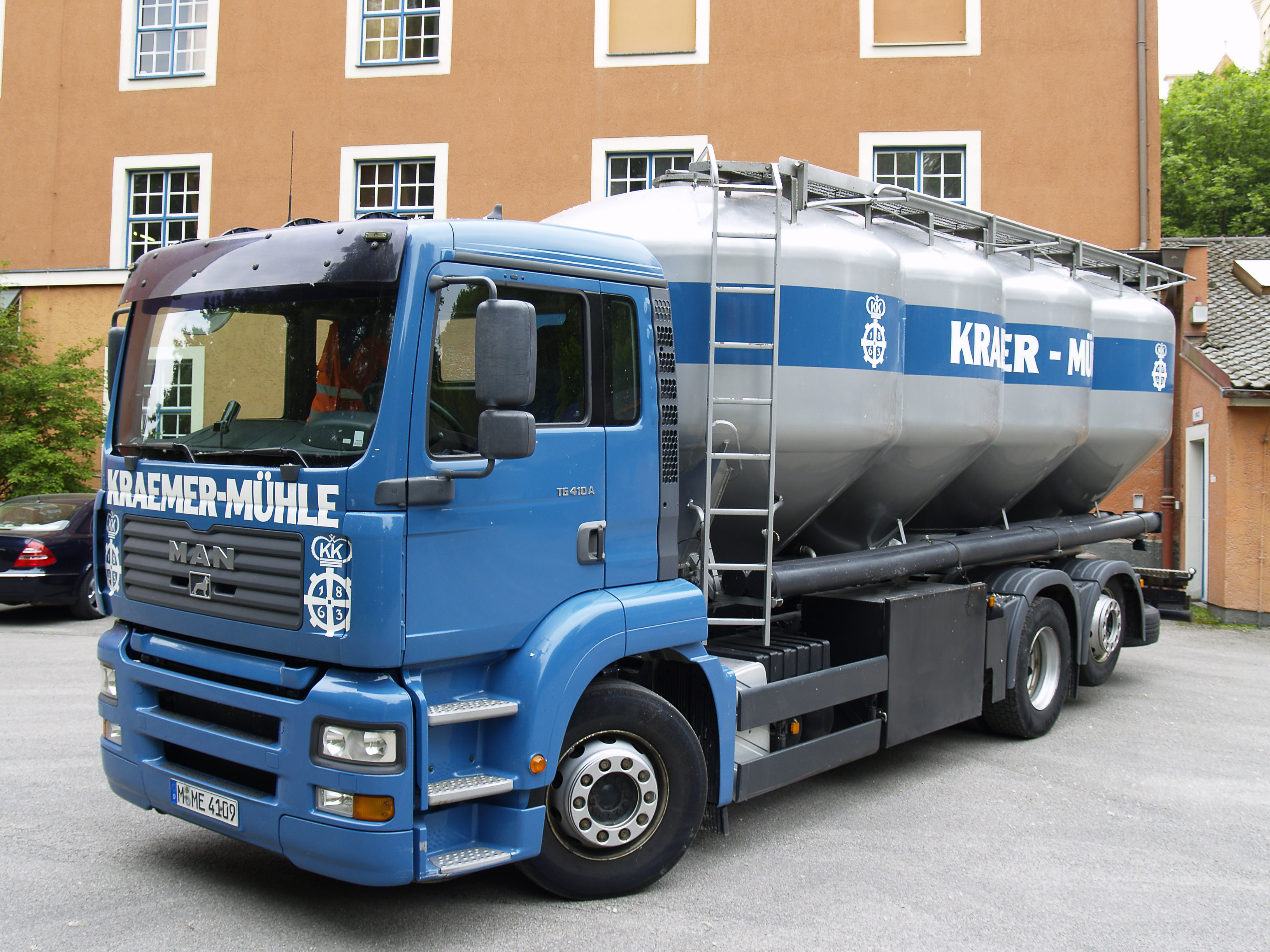
Ein LKW der Kraemer'schen Kunstmühle

Anton Buchner verkaufte den Betrieb 1863 an Carl Jakob Kraemer, der wie bereits sein Vater vor ihm Pächter der Stadtmühle von Cannstatt war. Da München damals ein wichtiger Getreidemarkt war, ließ Kraemer die Papiermühle in eine Getreidemühle umwandeln. Die ursprünglich verwendeten Mahlgänge wurden bald darauf durch Walzenstühle ersetzt. Daraufhin durfte die Mühle die Bezeichnung Kunstmühle verwenden.
Auch damals bestand die Kraemer’sche Kunstmühle schon aus mehreren Gebäuden, die entlang des Auer Mühlbachs aufgereiht waren. Das Mühlen- und Wohnhaus stand ungefähr in Ost-West-Richtung, also mit dem Giebel zum Mühlbach. Im Ostteil am Mühlbach befand sich die Mühle, im Westteil die Wohnung des Müllers. Östlich an das Mühlhaus war ein Holzschuppen angebaut, in dem sich die drei zum Antreiben der Walzenstühle dienenden Wasserturbinen befanden. Das Getreidelager südlich des Mühlen- und Wohnhauses und das Mehllager nördlich davon standen dagegen parallel zum Mühlbach. Nördlich des Mehllagers stand noch ein Stallgebäude quer zum Mühlbach. Die gestuften Dächer des Mühlen- und Wohnhauses und des Mehllagers ließen noch die ursprüngliche Verwendung dieser Bauten als Papiermühle erkennen, da die frischen Papierbögen in den Dachstühlen getrocknet wurden und daher eine erhöhte Luftzufuhr benötigten.
Anfang des 20. Jahrhunderts hatte die Mühle 18 Angestellte und verarbeitete täglich etwa 18–20 Tonnen Weizen oder Roggen. Ausgeliefert wurde das gemahlene Mehl mit dem firmeneigenen Fuhrpark, zunächst mit von Pferden und Ochsen gezogenen Wagen, später mit eigenen Lastkraftwagen.
Im Zweiten Weltkrieg wurde die Mühle gezielt zerstört. Bei einem ersten Bombenangriff am 22. November 1944 wurde die Mühle stark beschädigt. Fünf Tage später folgte ein zweiter Bombenangriff, der die Mühle dem Erdboden gleichmachte. Nach dem Krieg wurde die Mühle 1945–1948 wieder aufgebaut. Das neue Mühlengebäude entstand an der Stelle des früheren Mehllagerhauses.  Am 17. April 1948 war das Richtfest für das Mühlengebäude. 1949 wurde das neue Turbinengebäude errichtet. Anstatt der früheren drei Turbinen wurde eine Turbine vom Francis-Typ eingebaut. Die Einweihung der wiederaufgebauten Mühle fand am 1. Oktober 1949 statt. Das ursprüngliche Getreidelager wurde einstöckig wiederaufgebaut und diente dann als Mehllager. Es wurde über einen ebenfalls einstöckigen Gebäudetrakt mit dem Mühlengebäude verbunden. Der 36 m hohe Siloturm zum Speichern des Getreides entstand 1960. Er wurde zu einem weithin sichtbaren Wahrzeichen der Mühle.
Die Mühle verarbeitete nun etwa 160 Tonnen Getreide am Tag.

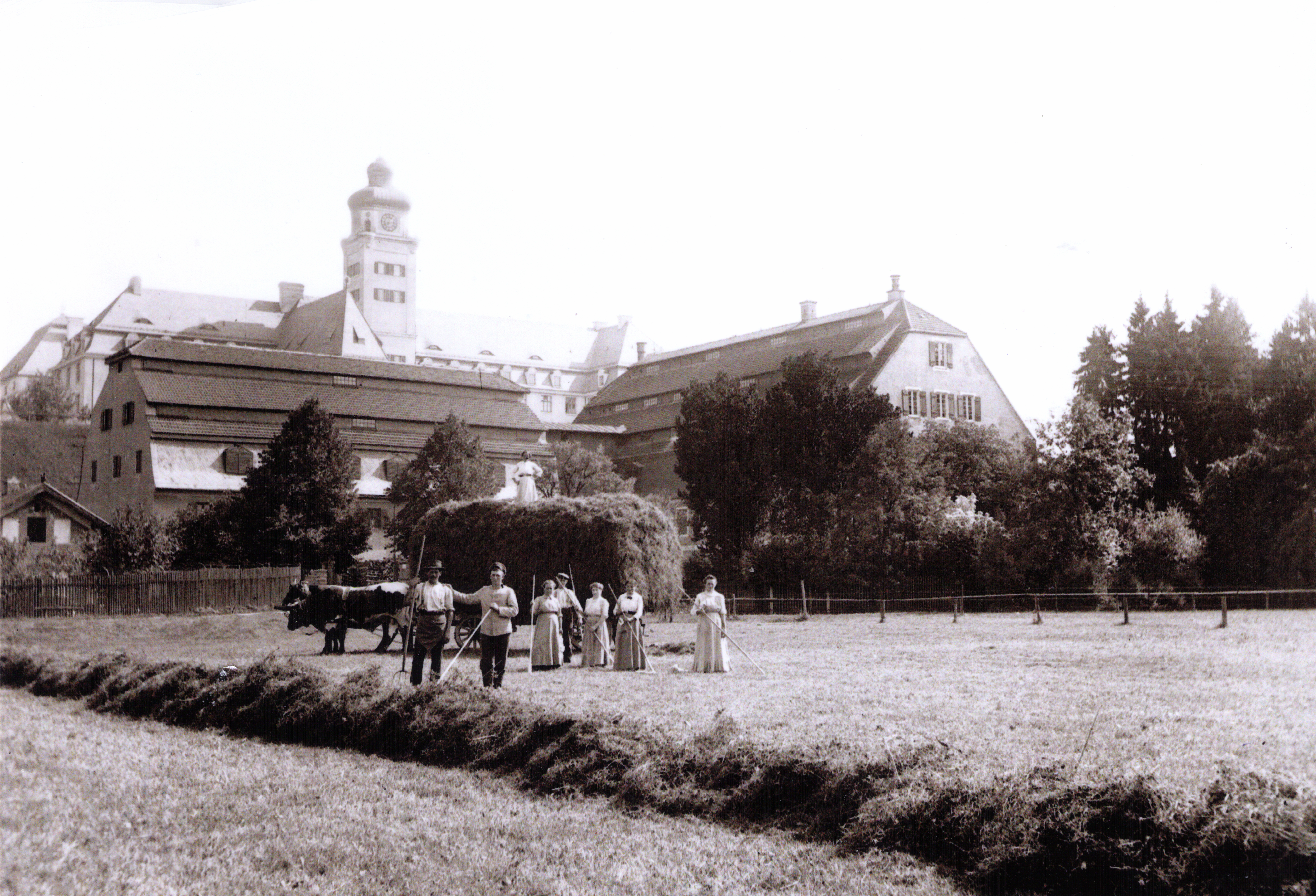
Heuernte vor alter Mühle
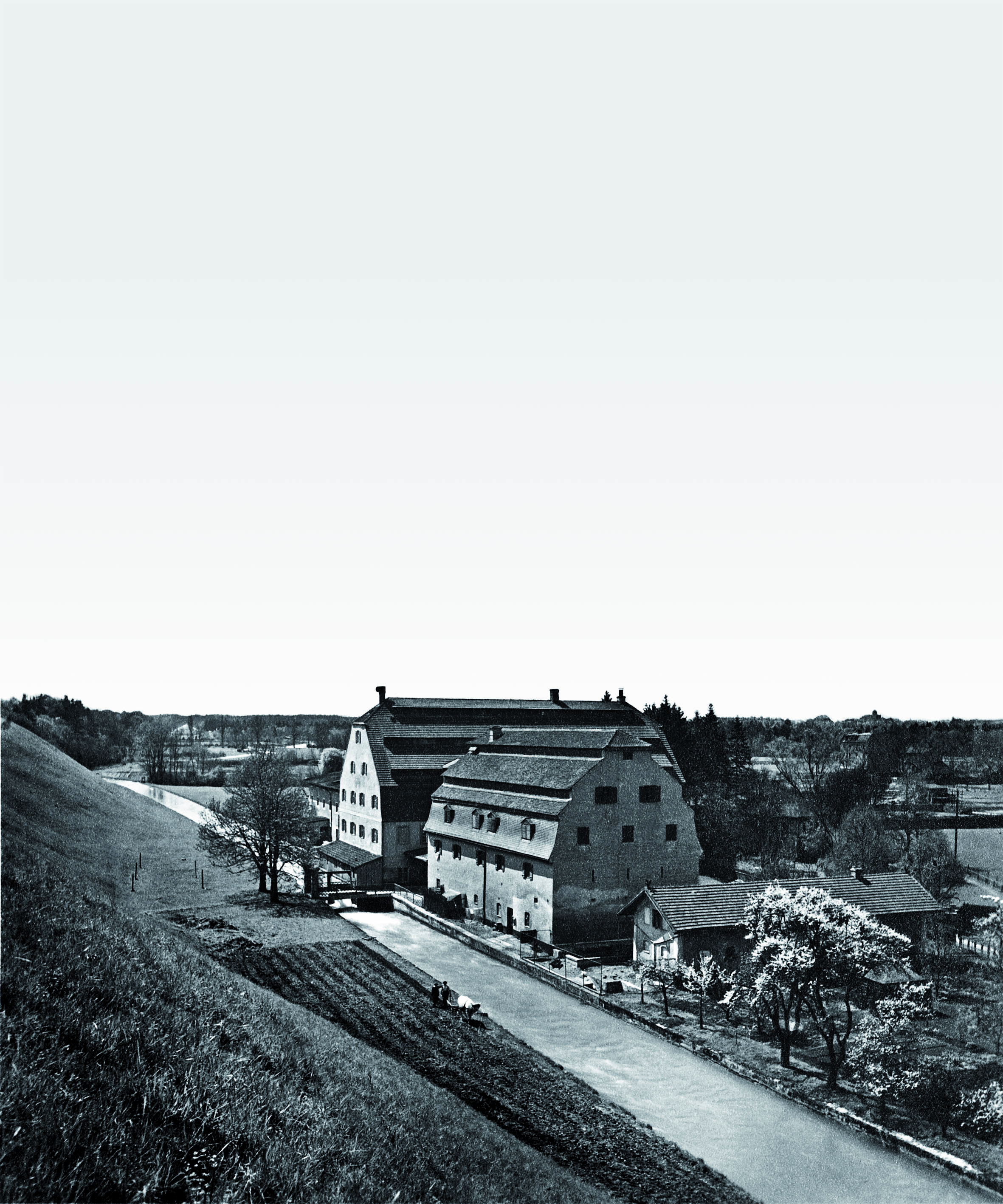
Die alte Mühle von NO
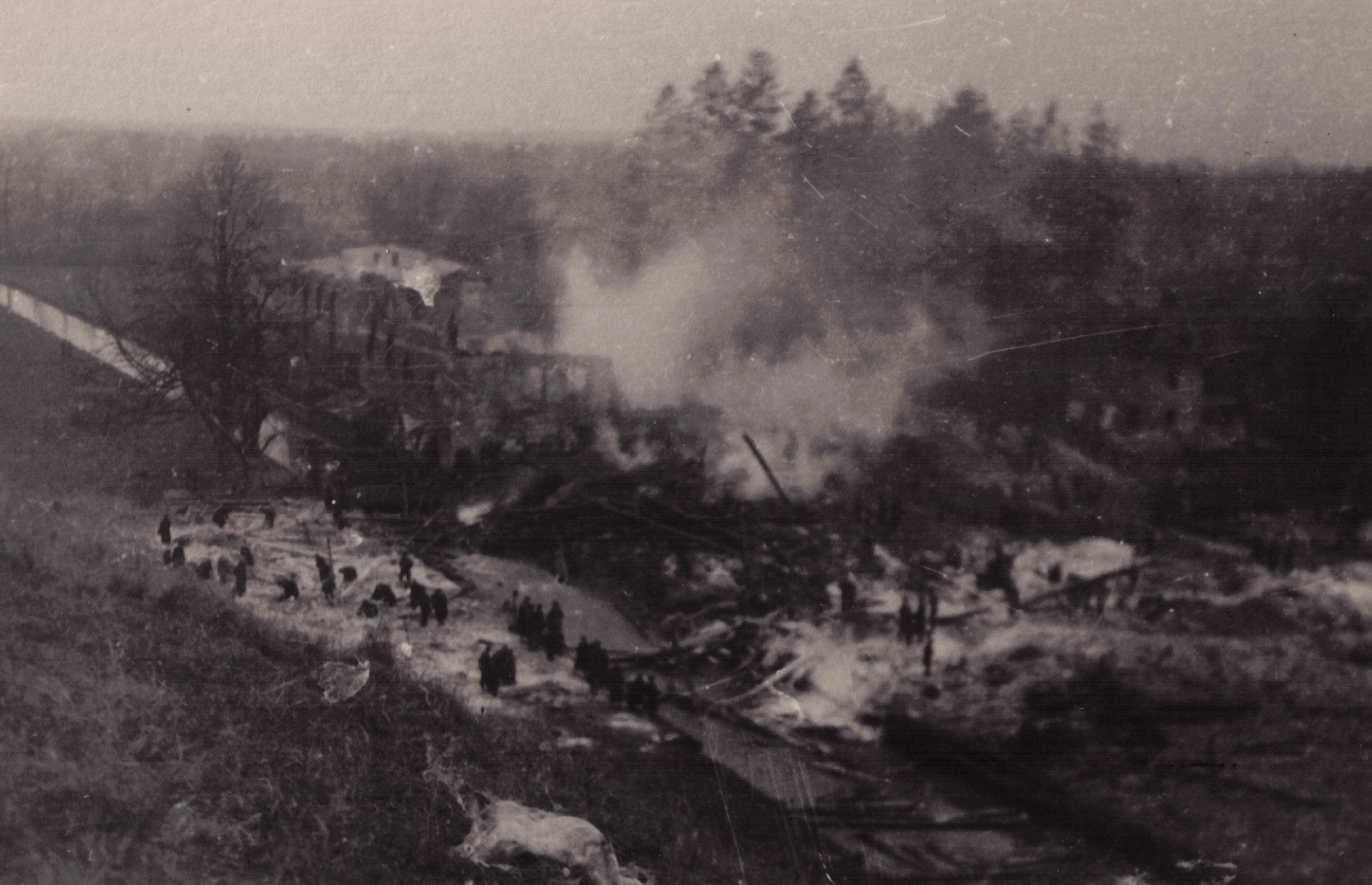
Die Mühle nach dem 2. Luftangriff (zu sehen sind Menschen, die versucht haben das Mehl zu sammeln)
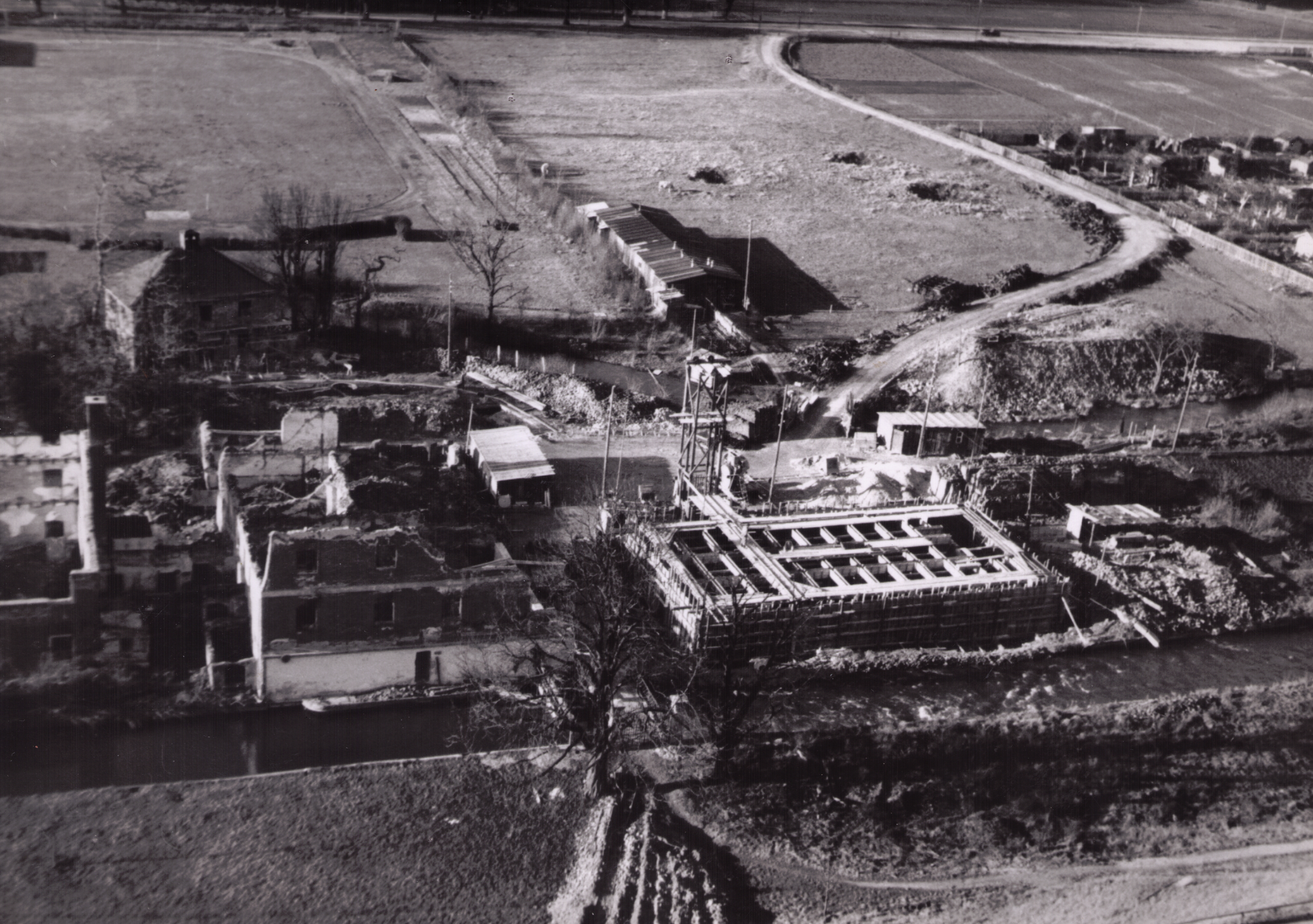
Die Wiedererrichtung der Mühle (auf der Wiese sind noch Bombenkrater zu sehen)
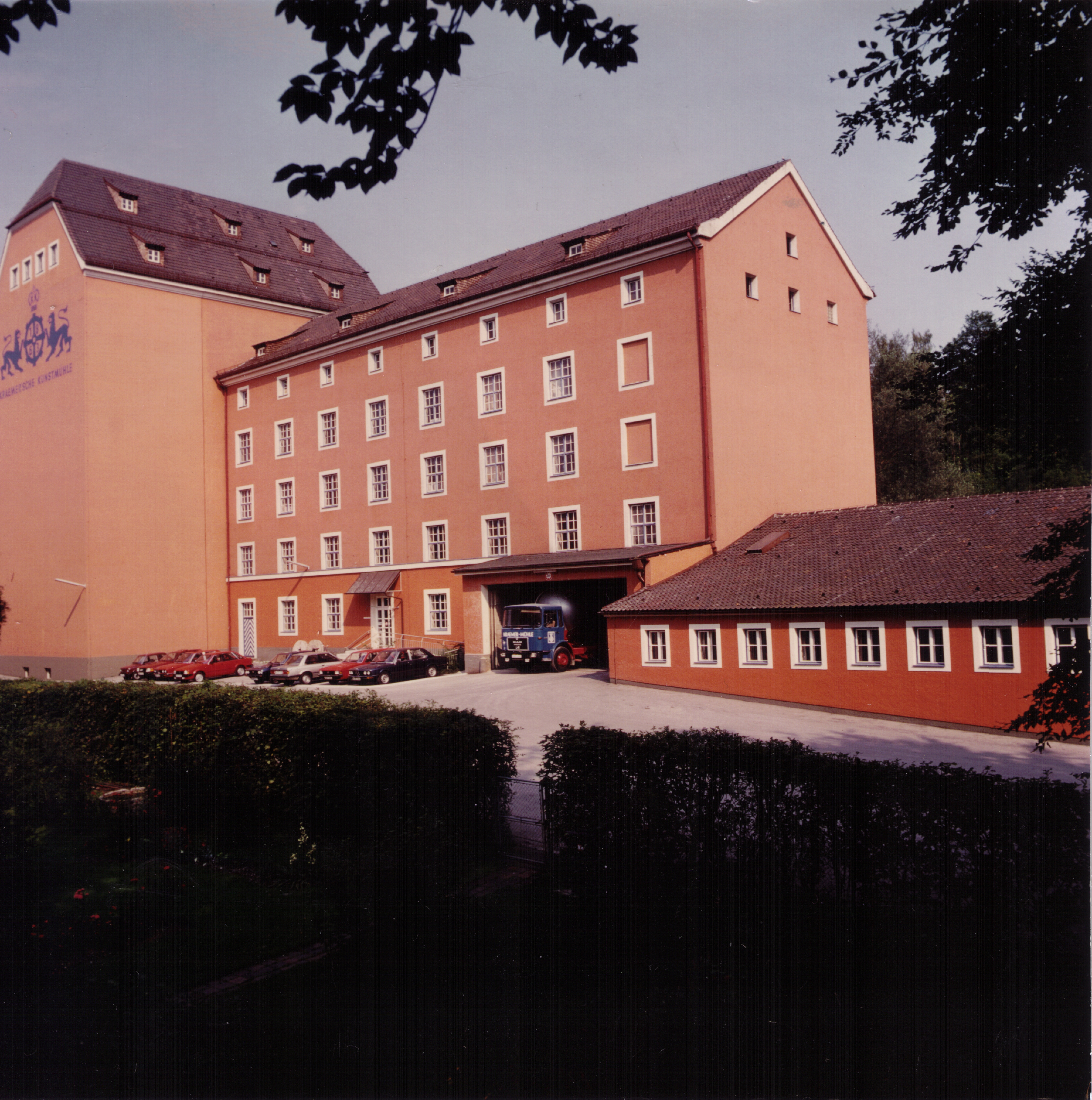
Das Aussehen der Mühle von 1970 bis zur Stilllegung 2007

Inhaber
Die Kraemer’sche Kunstmühle befindet sich weiterhin im Besitz der Familie Kraemer, derzeit (2020) in der fünften Generation. Nach dem Firmengründer Carl Jakob übernahmen dessen Söhne Friedrich und Otto den Betrieb. Friedrich schied gegen eine Abfindung aus dem Unternehmen aus, und nach Otto führten dessen Söhne Heinz und Walter den Betrieb weiter. Ihre Nachfolger wurden Reinhard, Sohn von Heinz, und Thomas, Sohn von Walter. Heute sind Thomas’ Sohn Klemens und Reinhards Sohn Markus gemeinsam Geschäftsführer des Unternehmens.

### Stilllegung und Folgenutzung

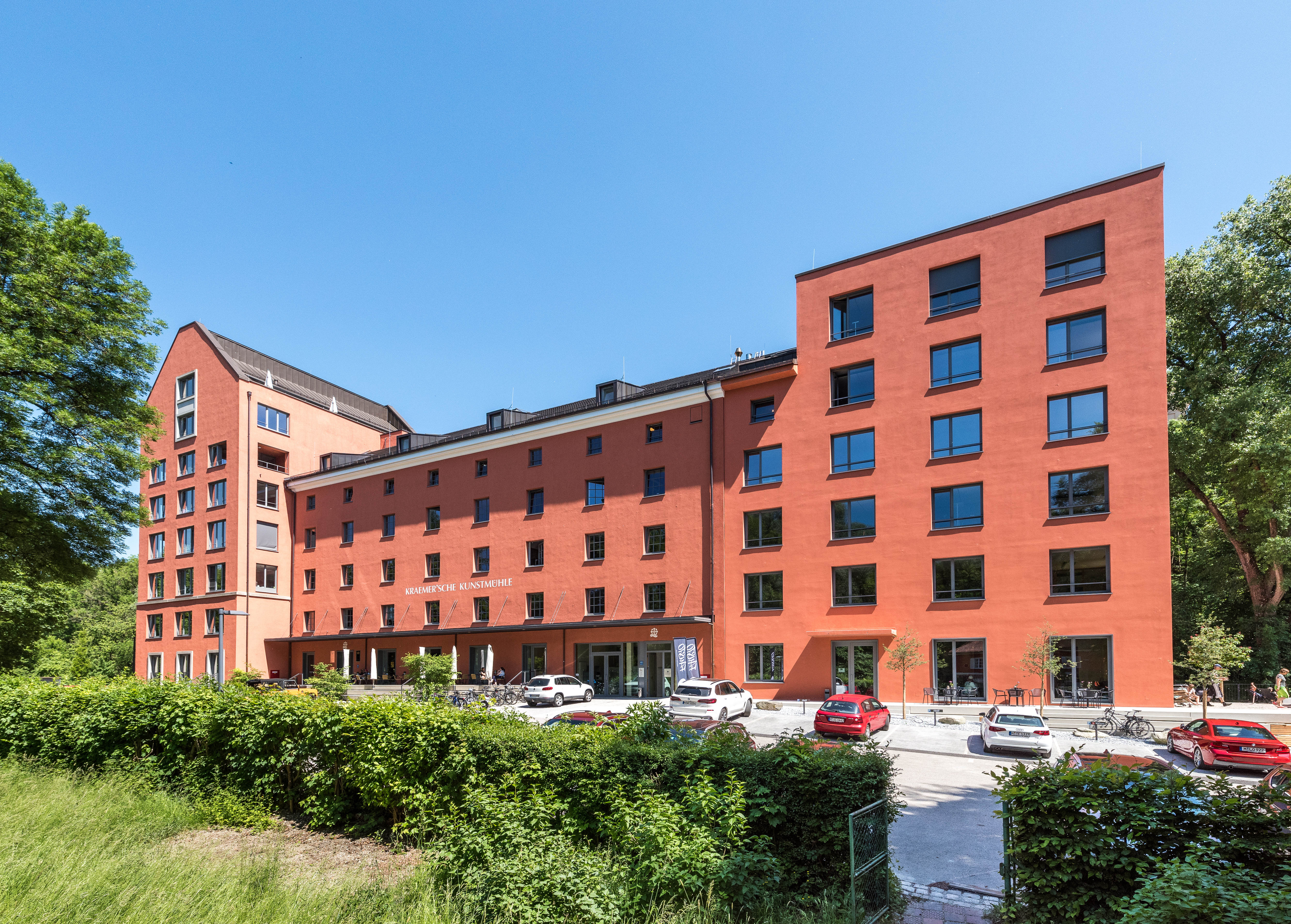
Die Mühle nach der Erweiterung 2019
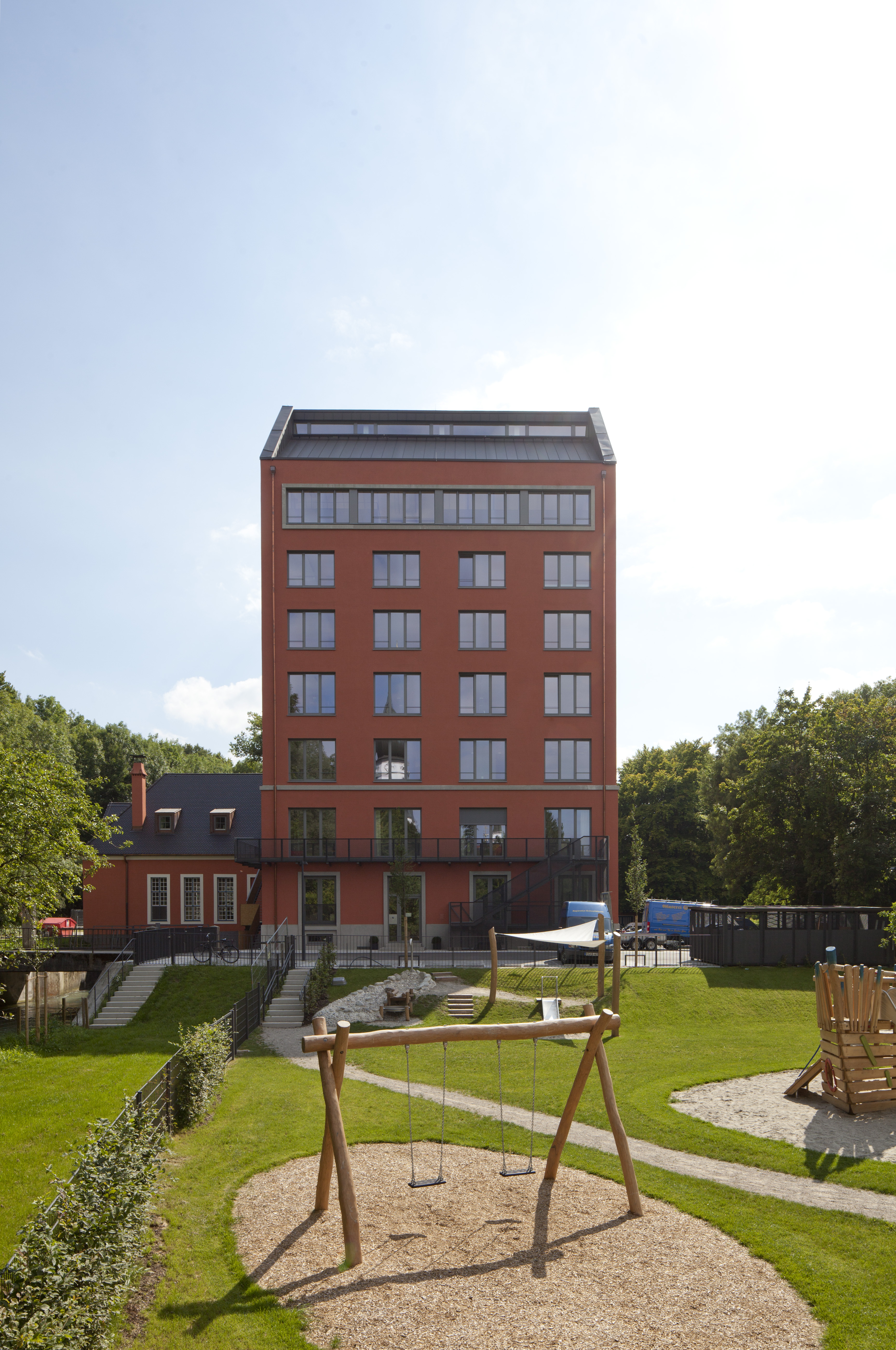
Die Mühle von Norden
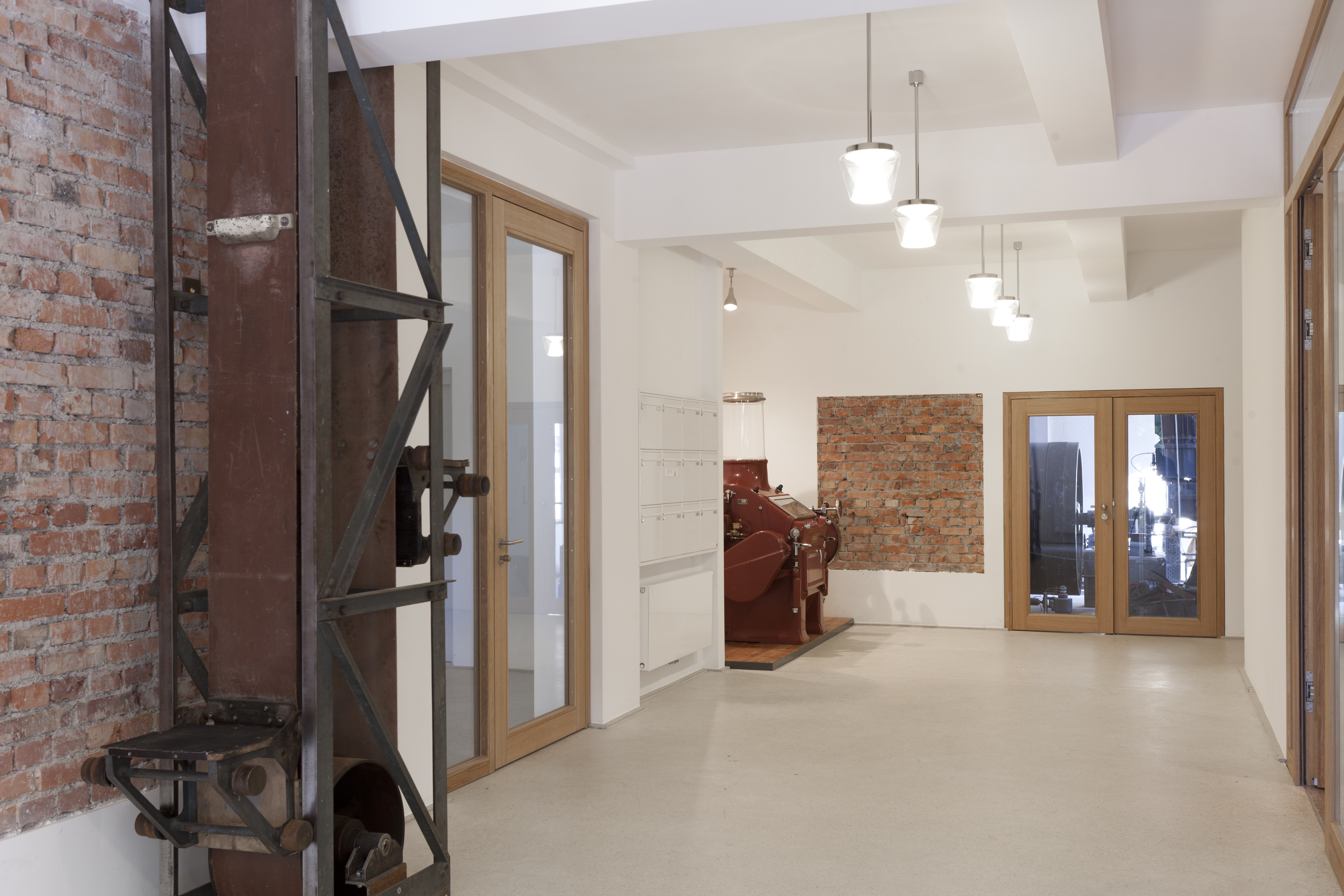
Foyer der Kraemer'schen Kunstmühle
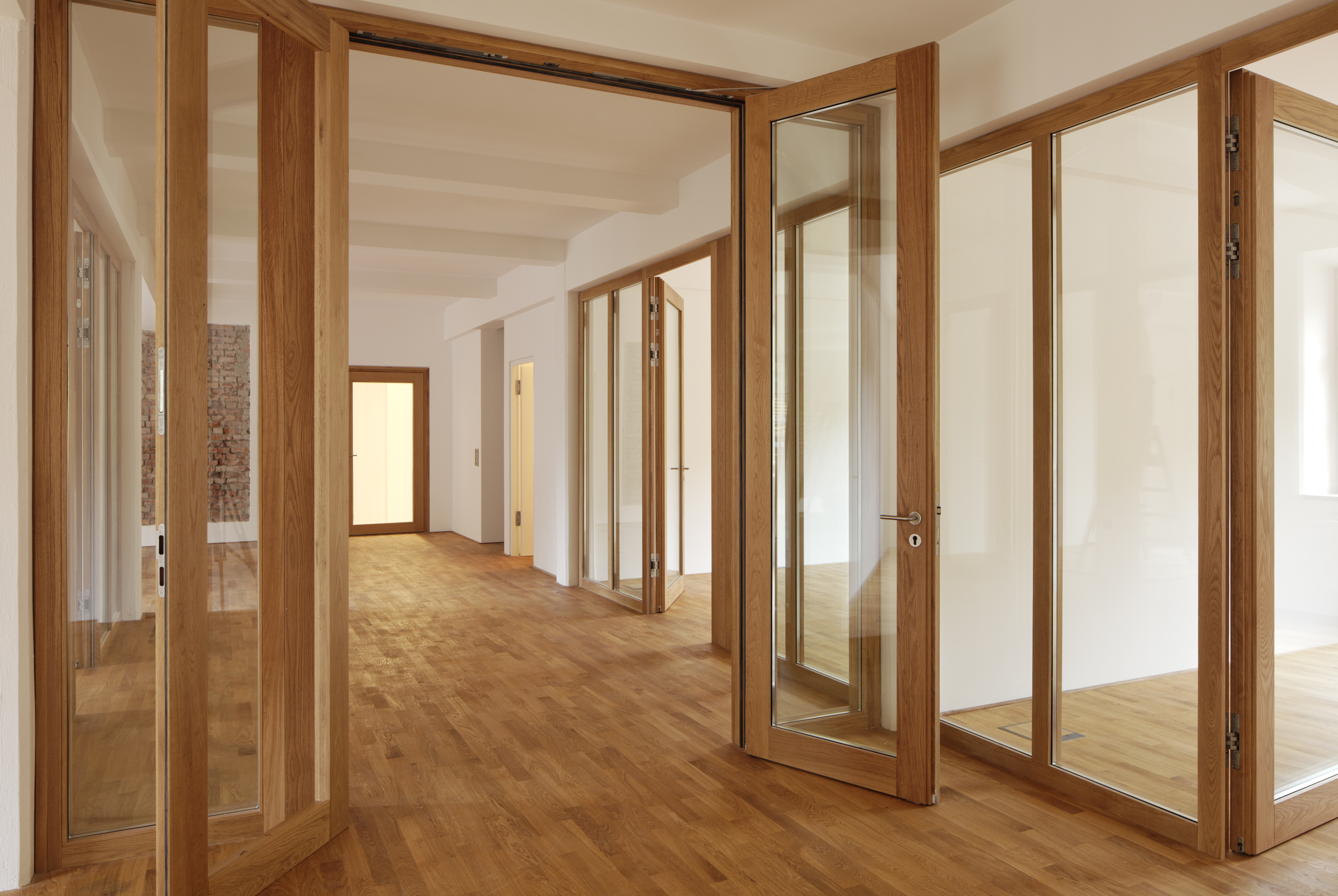
Innenansicht I nach Umbau
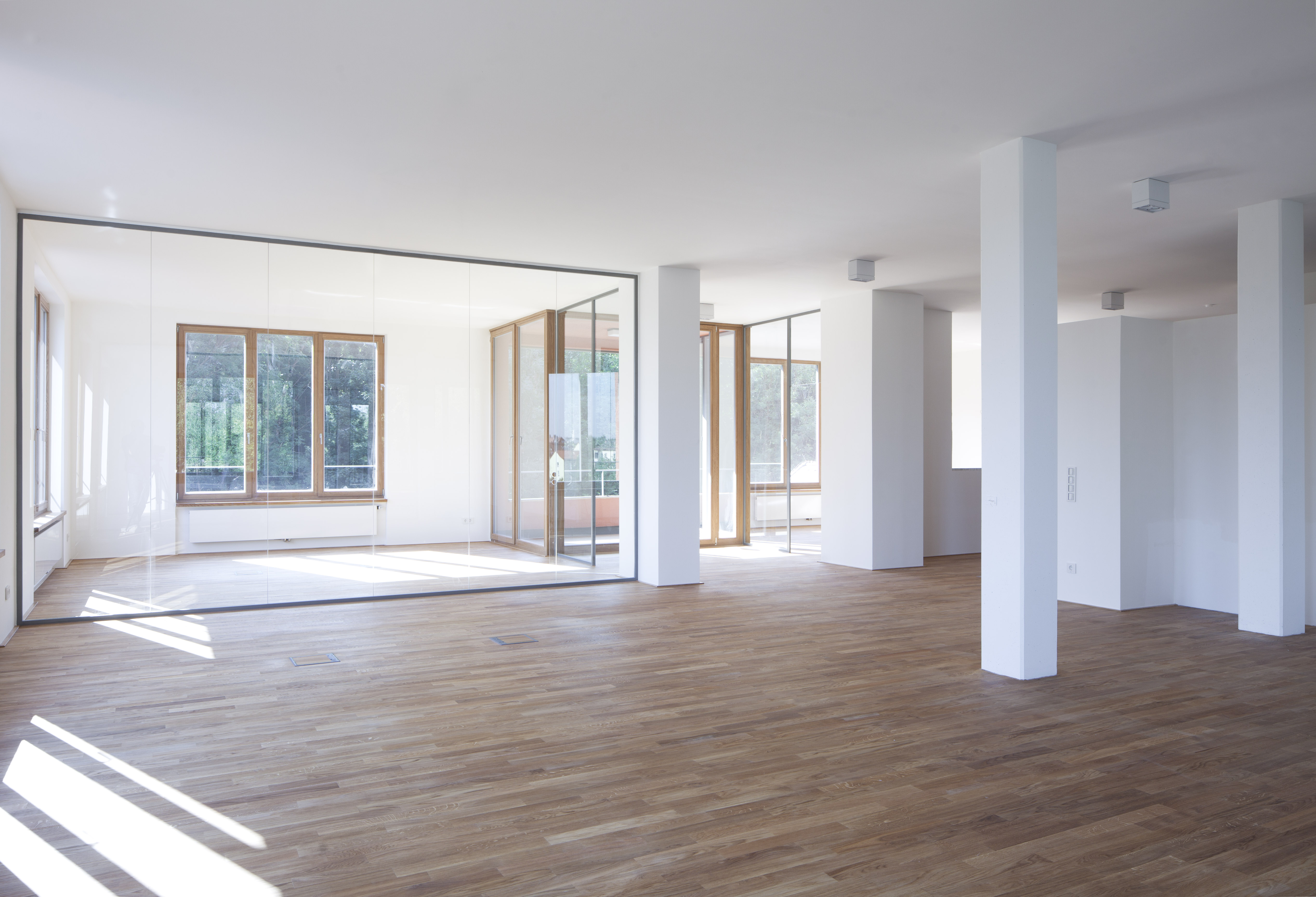
Innenansicht II nach Umbau

Wegen der immer schwieriger gewordenen und teuren Getreideversorgung am Standort München und wegen des Strukturwandels im Backgewerbe (1960 gab es in München ca. 700 backende Betriebe, 2007 nur noch ca. 40) entschloss sich  die Familie Kraemer, den Betrieb im Jahre 2007 stillzulegen. Damit verblieb nur noch die Hofbräuhaus-Kunstmühle als letzte produzierende Mühle in München.
Von 2010 bis 2012 wurde die Kraemer’sche Kunstmühle umgebaut und im Jahre 2019 durch einen Südturm ergänzt. Auf den insgesamt knapp 5.500 Quadratmetern sind neben einer Kaffeerösterei und einer Kindertagesstätte, unter anderem Architekten, Ingenieure und Werbeagenturen untergebracht.

## Kraftwerk

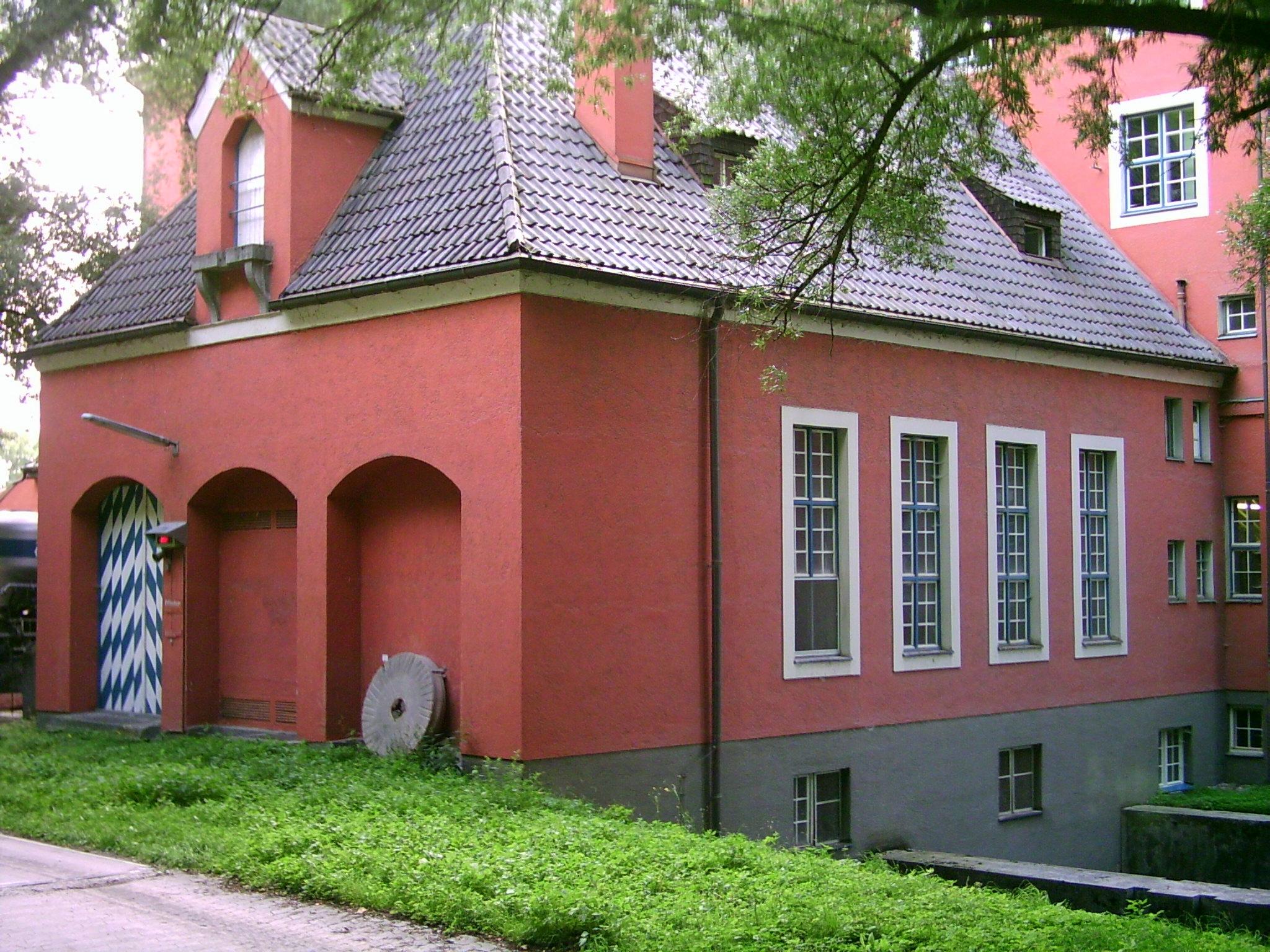
Kraftwerksgebäude von NO

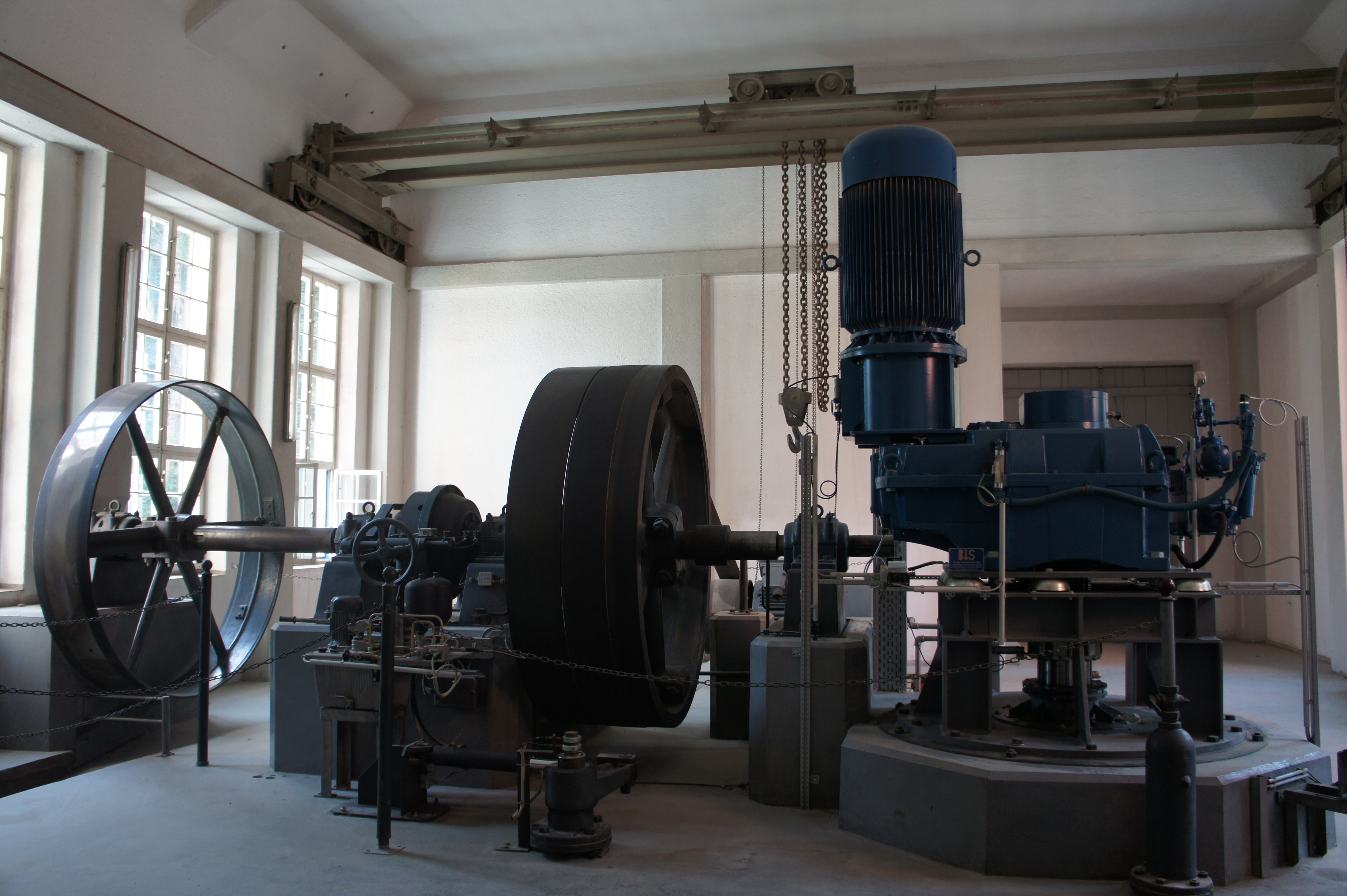
Die Turbine nach dem Umbau

Die Mühle hatte ein eigenes Laufwasserkraftwerk und erzeugte etwa ein Viertel der benötigten elektrischen Energie mit eigener Wasserturbine und Generator aus dem Auer Mühlbach. Das Kraftwerksgebäude schließt an die Ostwand des Mühlengebäudes an und erstreckt sich über den Auer Mühlbach.
Nach der Stilllegung der Mühle wurden der alte Generator und das alte Getriebe mit Schwungrad, das die Bewegung der Turbine auf den Generator übertrug, 2009 durch einen neuen Generator und ein neues Getriebe ersetzt. Der Generator liefert eine durchschnittliche Leistung von 130 kW, die in das öffentliche Netz eingespeist wird.